# Spean Thma
Le Spean Thma (le pont de pierre) ou Spean Thmor selon certains textes plus anciens, est un pont sur le site d'Angkor au Cambodge. Il est situé sur la voie qui part de la face Est de la ville, et à proximité des deux temples de Chau Say Tevoda et de Thommanon, en direction de Ta Keo.
Il fut construit sur l'ancien cours de la rivière Siem Reap (qui coule désormais à 200 m de là) entre Angkor Thom et le baray oriental après l'époque angkorienne (XVe siècle), peut-être en remplacement d'un pont antérieur. Il comprend en effet de nombreux blocs de grès de réemploi.
On peut voir les 14 arches construites en encorbellement et, de ce fait, fort étroites (1,10 m).
Plusieurs autres ponts du même style sont visibles à Angkor même (Spean Memai au nord-ouest du baray occidental) et sur les routes de l'ancien Empire khmer.
Sur la route de Siem Reap à Kompong Thom, le Spean Praptos est l'un des plus grands avec 25 arches.